# Jimmy Van de Velde
Jimmy Van de Velde ist ein französischer Musiker, Labelgründer und DJ. Mit einem French Touch produziert er in den Genres der elektronischen Tanzmusik House, Electro und Techno. Auch unter dem Künstlernamen DJ Nekbath veröffentlichte er seine Musik.

## Leben
Seit dem elektronischen Fieber 1995 setzt sich auch Jimmy Van de Velde mit der neuen Tanzmusik auseinander. Nach einem Jahr in Brüssel kam er nach Frankreich zurück und beginnt auf vielen Underground-Partys im Süden von Frankreich zu mixen. Sein außergewöhnliches Talent erobert den Dancefloor. Zwei Jahre später realisierte er sich sein eigenes Heimstudio und startete seine ersten Produktionen. Seit 1998 veröffentlichte er unter dem Pseudonamen DJ Nekbath auf Plattenlabels wie Black Jack, Riviera, Confidential, Zodiac oder Grand Prix French House und Disco House. 1999 tat er sich mit Sébastien Léger zusammen und gründeten gemeinsam das Projekt Last Resort Production mit zwei neuen Labels: Cyclik, mit French House-Charakter und Subkroniq im Stil des Tech House und Electro House, auf denen sie selber vorerst ihre Produktionen veröffentlichten. Jimmy Van de Velde will weiter die elektronische Kultur mit seinem Sound bereichern und unterzeichnet 2001 mit Fafa Montecos Pariser Label Hypnotic einen Vertrag. Darauf folgen Remixe für Künstler wie Kiko, Sébastien Léger, Ron Carroll, Nicholas und andere auf den Labels Subliminal, Defected, 20000st und Chicayork. In dieser Zeit entsteht 2003 auch das Label Bits Music von Last Resort Production, welches weltweit vermarktet wird. 2004 geht Jimmy nach Brüssel zurück, wo er als Jimmy Van de Velde lebt. Heute stehen dieser DJ sowie seine Produktionen als ein Pfeiler der elektronischen Bewegung.

### Last Resort Production
Dieses Musikprojekt ist von Jimmy Van de Velde und Sébastien Léger im Jahr 1999 gegründet worden und umfasst folgende Labels:
- Cyclik (2000)
- Subkroniq (2000)
- Bits Music (2003)

## Diskografie

### Singles & Alben
| Jahr | Titelname                                                      | Label       |
| ---- | -------------------------------------------------------------- | ----------- |
| 2000 | DJ Nekbath – 4 Months Later EP                                 | Black Jack  |
| 2000 | DJ Nekbath – Feel It                                           | Grand Prix  |
| 2000 | DJ Nekbath – Funk Up Da Bath EP                                | Black Jack  |
| 2000 | DJ Nekbath – Kaleidolove EP                                    | Zodiac (US) |
| 2000 | DJ Nekbath – The Bouncing Souls                                | Black Jack  |
| 2000 | Jimmy Van de Velde – Hysterik Conspiration / Amnezik Impulsion | Cyclik      |
| 2001 | DJ Nekbath – Nekbath Traxx                                     | Essence     |
| 2001 | DJ Nekbath – Strange Days EP                                   | Grand Prix  |
| 2001 | DJ Nekbath – Who Do You Think You Are?                         | Riviera     |

| Jahr | Titelname                                   | Label          |
| ---- | ------------------------------------------- | -------------- |
| 2001 | Jimmy Van de Velde – Symbiose               | Subkroniq      |
| 2001 | Jimmy Van de Velde – Beginnings             | Subkroniq      |
| 2001 | Jimmy Van de Velde – Smoking Visions EP     | Hypnotic Music |
| 2002 | DJ Nekbath – You Can’t Hide From Your Beats | Black Jack     |
| 2002 | Jimmy Van de Velde – Further Than Star      | Cyclik         |
| 2003 | Jimmy Van de Velde – Far Off The Galaxy     | Subkroniq      |
| 2003 | Jimmy Van de Velde – Phase EP               | Subkroniq      |
| 2005 | Jimmy Van de Velde – Astral Dance           | Subkroniq      |

### Remixe
| Jahr | Titelname                                                 | Label          |
| ---- | --------------------------------------------------------- | -------------- |
| 2000 | Sébastien Léger – Midnight In Galaxy / Diametrik Acidness | Grand Prix     |
| 2000 | Ron Carroll – The Sermon                                  | Riviera        |
| 2001 | Def Bond & Fafa Monteco – Applefunk                       | Chicayork      |
| 2001 | Nicholas – The Cruise (Remixes)                           | 20000st        |
| 2001 | Fafa Monteco pres. Kiko –- Material Mode EP               | Hypnotic Music |

| Jahr | Titelname                                    | Label           |
| ---- | -------------------------------------------- | --------------- |
| 2002 | Nicolas Vallée – New New York                | Mangusta        |
| 2002 | Alexander East – Tears                       | Grand Prix      |
| 2002 | Sebastien Leger – We Are EP                  | Black Jack      |
| 2004 | Gingerbrown pres. Puppy Johnson – Everything | Soulgroove Rec. |